# Szaúd-Arábia az 1976. évi nyári olimpiai játékokon
Szaúd-Arábia a kanadai Montréalban megrendezett 1976. évi nyári olimpiai játékok egyik részt vevő nemzete volt. Az országot az olimpián 1 sportágban 14 sportoló képviselte, akik érmet nem szereztek.

## Atlétika
Férfi
| Versenyző                                                     | Versenyszám     | Előfutam      | Előfutam      | Előfutam      | Negyeddöntő | Negyeddöntő | Negyeddöntő | Elődöntő | Elődöntő | Elődöntő | Döntő   | Döntő    |
| Versenyző                                                     | Versenyszám     | Idő           | Hely.         | Össz.         | Idő         | Hely.       | Össz.       | Idő      | Hely.    | Össz.    | Idő     | Helyezés |
| ------------------------------------------------------------- | --------------- | ------------- | ------------- | ------------- | ----------- | ----------- | ----------- | -------- | -------- | -------- | ------- | -------- |
| Mohamed Al-Sehly                                              | 100 m           | 11,10         | 6.            | 55.           | kiesett     | kiesett     | kiesett     | kiesett  | kiesett  | kiesett  | kiesett | kiesett  |
| Hamed Ali                                                     | 200 m           | 23,37         | 5.            | 43.           | kiesett     | kiesett     | kiesett     | kiesett  | kiesett  | kiesett  | kiesett | kiesett  |
| Ahmed Al-Assiri                                               | 400 m           | 49,72         | 8.            | 42.           | kiesett     | kiesett     | kiesett     | kiesett  | kiesett  | kiesett  | kiesett | kiesett  |
| Attiya Al-Qahtani                                             | 800 m           | 1:57,67       | 7.            | 39.           |             |             |             | kiesett  | kiesett  | kiesett  | kiesett | kiesett  |
| Sheikr Al-Shabani                                             | 1500 m          | 4:08,70       | 8.            | 40.           |             |             |             | kiesett  | kiesett  | kiesett  | kiesett | kiesett  |
| Raja Faradj Al-Shalawi                                        | 10 000 m        | nem ért célba | nem ért célba | nem ért célba |             |             |             |          |          |          | kiesett | kiesett  |
| Kamil Al-Abbasi                                               | 400 m gát       | 55,00         | 5.            | 21.           |             |             |             | kiesett  | kiesett  | kiesett  | kiesett | kiesett  |
| Mohamed Al-Sehly Mohamed Ali Al-Malky Salem Khalifa Hamed Ali | 4 × 100 m váltó | 42,00         | 7.            | 20.           |             |             |             | kiesett  | kiesett  | kiesett  | kiesett | kiesett  |
| Kamil Al-Abbasi Hamed Ali Ahmed Al-Assiri Hassan Masallam     | 4 × 400 m váltó | 3:17,53       | 7.            | 15.           |             |             |             |          |          |          | kiesett | kiesett  |

| Versenyző            | Versenyszám   | Selejtező                | Selejtező                | Döntő    | Döntő    |
| Versenyző            | Versenyszám   | Eredmény                 | Helyezés                 | Eredmény | Helyezés |
| -------------------- | ------------- | ------------------------ | ------------------------ | -------- | -------- |
| Ghazi Saleh Marzouk  | Magasugrás    | érvényes kísérlet nélkül | érvényes kísérlet nélkül | kiesett  | kiesett  |
| Mohamed Al-Bouhairi  | Hármasugrás   | 13,85 m                  | 23.                      | kiesett  | kiesett  |
| Saad Al-Bishi        | Súlylökés     | 11,68 m                  | 23.                      | kiesett  | kiesett  |
| Mahmoud Al-Zabramawi | Diszkoszvetés | 35,94 m                  | 29.                      | kiesett  | kiesett  |